# Campionati mondiali di maratona canoa/kayak 2002
I Campionati mondiali di maratona canoa/kayak 2002 sono stati la 10ª edizione della manifestazione. Si sono svolti a Zamora, in Spagna, il 28 e il 29 settembre 2002.

## Medagliere
| Pos.   | Paese       | Oro | Argento | Bronzo | Totale |
| ------ | ----------- | --- | ------- | ------ | ------ |
| 1      | Ungheria    | 2   | 0       | 2      | 4      |
| 2      | Spagna      | 1   | 1       | 2      | 4      |
| 3      | Rep. Ceca   | 1   | 1       | 0      | 2      |
| 4      | Norvegia    | 1   | 0       | 1      | 2      |
| 5      | Italia      | 1   | 0       | 0      | 1      |
| 6      | Germania    | 0   | 1       | 0      | 1      |
| 6      | Paesi Bassi | 0   | 1       | 0      | 1      |
| 6      | Francia     | 0   | 1       | 0      | 1      |
| 6      | Danimarca   | 0   | 1       | 0      | 1      |
| 10     | Polonia     | 0   | 0       | 1      | 1      |
| Totale | Totale      | 6   | 6       | 6      | 18     |

## Podi

### Uomini
| Evento | Oro                                             | Perform. | Argento                                  | Perform.    | Bronzo                                             | Perform.    |
| Canoa  |                                                 |          |                                          |             |                                                    |             |
| C-1    | Pavel Bednár                                    | 2h57'18" | Lionel Dubois-Dunilac                    | 2h57'20"    | Pedro Areal                                        | 2h58'44"    |
| C-2    | Ungheria Edvin Csabai Attila Györe              | 2h45'47" | Rep. Ceca Viktor Jiráský Jan Macháč      | 2h46'25"    | Ungheria Zsolt Gilanyi Gabor Kolozsvari            | 2h46'28"    |
| K-1    | Manuel Busto Fernández                          | 2h32'55" | Torsten Tranum                           | 2h32'56"050 | Attila Jámbor                                      | 2h32'56"660 |
| K-2    | Norvegia Eirik Verås Larsen Nils Olav Fjeldheim | 2h23'30" | Paesi Bassi Edwin de Nijs Dolph te Linde | 2h23'31"    | Spagna Manuel Busto Fernández Julio Martínez Gómez | 2h23'33"    |

### Donne
| Evento | Oro                                  | Perform. | Argento                              | Perform. | Bronzo                                      | Perform. |
| Canoa  |                                      |          |                                      |          |                                             |          |
| K-1    | Elisabetta Introini                  | 2h51'22" | Mara Santos                          | 2h51'28" | Marianne Fjeldheim                          | 2h51'37" |
| K-2    | Ungheria Kornelia Szonda Renata Csay | 2h34'58" | Germania Anett Schuck Wiebke Pontzen | 2h41'31" | Polonia Barbara Przybylska Marzana Michalak | 2h41'33" |